# Lijst van vlaggen van Wit-Russische deelgebieden
Dit artikel bevat een lijst van vlaggen van Wit-Russische deelgebieden. Wit-Rusland bestaat uit zes oblasten, die vergelijkbaar zijn met provincies. Daarnaast is er één horad, gevormd door de hoofdstad Minsk.

## Oblastvlaggen
| Kaart | Oblast   | Vlag | Artikel over de vlag       | Ratio | Ingebruikname     |
| ----- | -------- | ---- | -------------------------- | ----- | ----------------- |
|       | Brest    |      | Vlag van Brest (oblast)    | 1:2   | 14 september 2004 |
|       | Grodno   |      | Vlag van Grodno (oblast)   | 1:2   | 14 juni 2007      |
|       | Homel    |      | Vlag van Homel (oblast)    | 1:2   | 20 oktober 2005   |
|       | Minsk    |      | Vlag van Minsk (oblast)    | 1:2   | 22 november 2007  |
|       | Mogiljov |      | Vlag van Mogiljov (oblast) | 1:2   | 3 januari 2005    |
|       | Vitebsk  |      | Vlag van Vitebsk (oblast)  | 1:2   | 2 juni 2009       |

## Vlag van de Hoofdstedelijke Horad
| Kaart | Gebiedsdeel | Vlag | Artikel over de vlag  | Ratio | Ingebruikname |
| ----- | ----------- | ---- | --------------------- | ----- | ------------- |
|       | Minsk       |      | Vlag van Minsk (stad) | 2:3   | 27 maart 2001 |